# Alpin skidsport (tidskrift)
Alpin skidsport var en årstidskrift som gavs ut av den ideella supporterföreningen Sveriges Alpina Skidklubb, S-ALP, under perioden 1966–1988. Den startades på initiativ av ordföranden för Svenska Skidförbundets Alpina kommitté, Calle Briandt, för att få in pengar till Sveriges alpina landslag.